# Нижня Яблунька (зупинний пункт)
Ни́жня Я́блунька — пасажирський залізничний зупинний пункт Львівської дирекції Львівської залізниці.
Розташований у селі Нижня Яблунька, Самбірський район Львівської області на лінії Самбір — Чоп між станціями Турка (4 км) та Яблонка (2 км).
Станом на травень 2019 року щодня п'ять пар електропотягів прямують за напрямком Львів — Сянки.